# Capoeta
Capoeta is een geslacht van straalvinnige vissen uit de familie van karpers (Cyprinidae).

## Soorten
- Capoeta aculeata (Valenciennes, 1844)
- Capoeta angorae (Hankó, 1925)
- Capoeta antalyensis (Battalgil, 1943)
- Capoeta baliki Turan, Kottelat, Ekmekçi & Imamoglu, 2006
- Capoeta banarescui Turan, Kottelat, Ekmekçi & Imamoglu, 2006
- Capoeta barroisi Lortet, 1894
- Capoeta bergamae Karaman, 1969
- Capoeta buhsei Kessler, 1877
- Capoeta caelestis Schöter, Özulu? & Freyhof, 2009
- Capoeta damascina (Valenciennes, 1842)
- Capoeta ekmekciae Turan, Kottelat, Kirankaya & Engin, 2006
- Capoeta erhani Turan, Kottelat & Ekmekçi, 2008
- Capoeta fusca Nikolskii, 1897
- Capoeta kosswigi Karaman, 1969
- Capoeta mauricii Küçük, Turan, ?ahin & Gülle, 2009
- Capoeta pestai (Pietschmann, 1933)
- Capoeta sevangi Capoeta sevangi
- Capoeta sieboldii (Steindachner, 1864)
- Capoeta tinca (Heckel, 1843)
- Capoeta trutta (Heckel, 1843)
- Capoeta turani Özulu? & Freyhof, 2008
- Capoeta umbla (Heckel, 1843)